# Andrea Meza
Alma Andrea Meza Carmona (Chihuahua, 13 de agosto de 1994), conhecida profissionalmente como Andrea Meza, é uma engenheira e modelo do México que foi vice Miss Mundo 2017 e a vencedora do Miss Universo 2020.
Ela é a terceira mexicana a vencer este concurso, tendo sido antecedida por Lupita Jones em 1991 e Ximena Navarrete em 2010.
Andrea teve o reinado mais curto da história do Miss Universo, uma vez que, apesar de ostentar o título de Miss Universo 2020, ela ter sido eleita só em maio de 2021, já que a edição de 2020 não havia sido realizada antes devido à pandemia de covid-19.

## Biografia
Andrea nasceu e cresceu em Chihuahua, onde também estudou na Universidade Autônoma de Chihuahua. É filha de Alma Carmona e Santiago Meza e tem duas irmãs mais velhas.
Em seu perfil no site do concurso Miss Universo, Andrea é descrita como "formada em engenharia de software e orgulhosa de ser uma mulher que se formou em uma área de estudo dominada por homens; ativista com foco nos direitos e inclusão das mulheres, trabalhando em estreita colaboração com o Instituto Municipal da Mulher, que visa erradicar a violência de gênero; fez parte de uma associação de caridade global que arrecadou fundos na Índia, na Indonésia e na China para os oprimidos. Ela também é maquiadora e modelo e gosta de praticar crossfit e esportes radicais, como rapel e sandboard. É vegana e embaixadora oficial da Marca de Turismo de Chihuahua".

## Participação em concursos de beleza

### Miss México Mundo 2017
O primeiro concurso de beleza  o qual Meza participou foi do Miss México, versão Miss Mundo (Miss México Organization). Representando sua cidade, ela compartilhou o título com Ana Girault, representante da Cidade do México, que foi coroada Miss México Mundo 2016. Como parte do prêmio, Andrea ganhou o direito de participar do Miss Mundo 2017.

### Miss Mundo 2017
Na competição realizada em 18 de novembro de 2017 em Sanya, China, Meza ficou em 2º lugar, atrás apenas da indiana Manushi Chillar. Durante as provas preliminares do concurso, Meza venceu o Desafio Head to Head, que promove debates entre as candidatas, e ficou em 5º lugar na Prova de Talentos. Na final, além de ser vice, Meza também recebeu a faixa de Rainha das Américas.

### Mexicana Universal
Em janeiro de 2020, Meza foi coroada Mexicana Universal Chihuahua 2020, o que lhe permitiu representar Chihuahua no concurso nacional Mexicana Universal 2020. Durante as atividades preliminares, "a jovem conseguiu se destacar em várias provas ao longo do concurso", escreveu a Hola México. A final foi realizada em 29 de novembro de 2020 na cidade de Querétaro, quando ela superou outras 31 candidatas e levou o título

### Miss Universo 2020
Em 16 de maio de 2021, no Seminole Hard Rock Hotel & Casino Hollywood, em Hollywood, Flórida, Meza superou outras 73 concorrentes e foi coroada pela sul-africana Zozibini Tunzi como a Miss Universo 2020.
Como prémios, ela recebeu moradia gratuita num apartamento em Nova Iorque durante seu período de trabalho, um salário que é estimado em 100 a 250 mil dólares, além de roupas, cosméticos e outros presentes.
Durante seu reinado, devido às restrições impostas pela pandemia de covid-19, ela fez poucas viagens, incluindo para seu país natal, o México, e o Havaí.  Ela também fez um tour num cruzeiro, tendo visitado a Flórida, a República Dominicana e Porto Rico.
Em setembro de 2021, ela havia estado no NYFW, como convidada da marca Dur Doux.

## Vida após os concursos

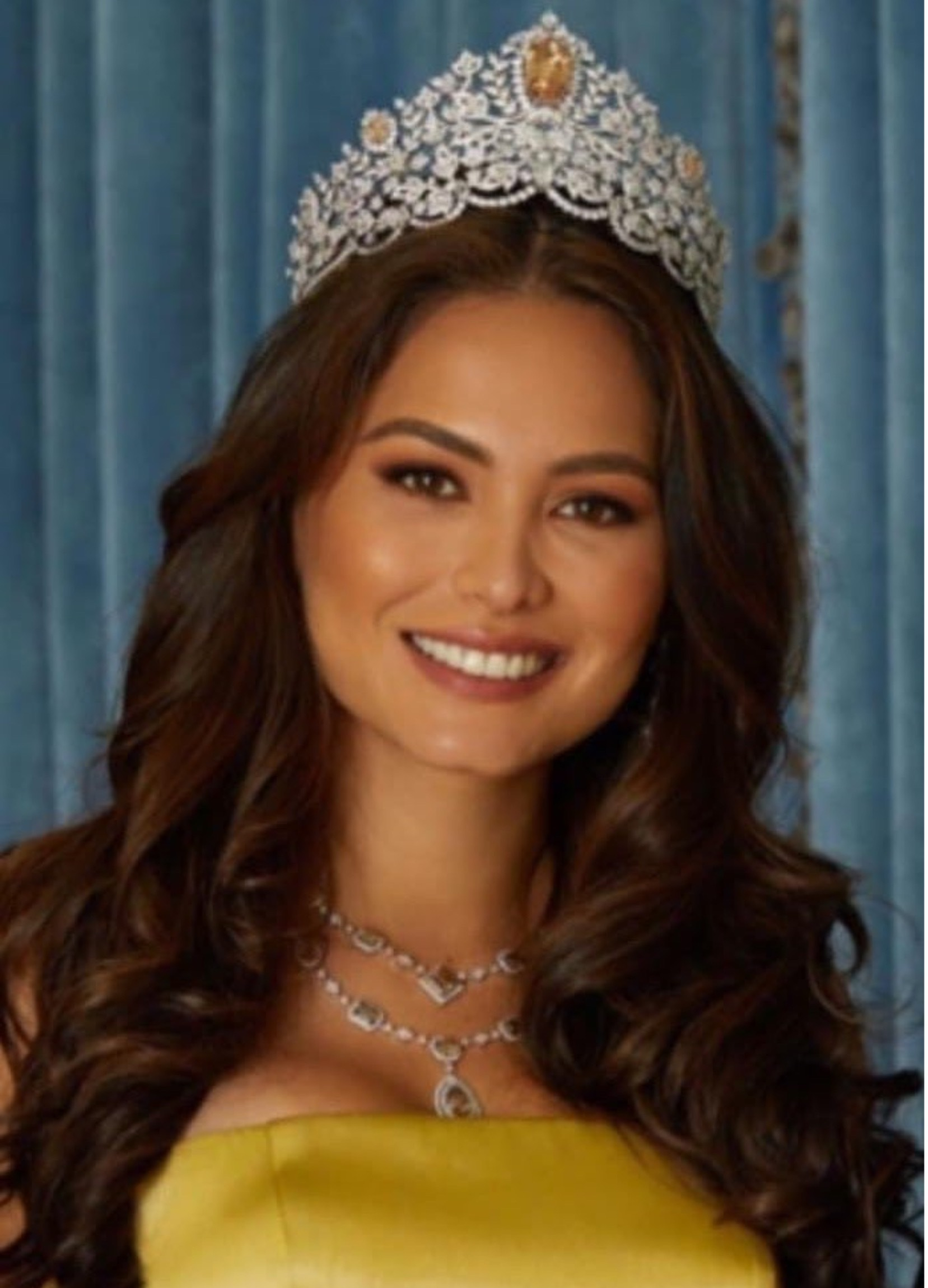
Andrea Meza como Miss Universe 2020

No dia em que coroou sua sucessora, foi anunciado que ela havia sido contratada como apresentadora pela Telemundo.
Ela namora com o estadunidense Ryan Anthony desde meados de 2021, tendo inclusive viajado com ele para o Havaí durante seu trabalho como Miss Universo.

O casal mora nos Estados Unidos. 